# زملول رائع
زملول رائع (الاسم العلمي: Exobasidium splendidum) هو نوع من الفطريات يتبع جنس الزملول من فصيلة الزملولية.